# Piano di governo del territorio
Il Piano di governo del territorio (abbreviato in PGT) è uno strumento urbanistico introdotto nella Regione della Lombardia dalla legge regionale lombarda n. 12 dell'11 marzo 2005. Il PGT ha sostituito il Piano regolatore generale come strumento di pianificazione urbanistica a livello comunale e ha lo scopo di definire l'assetto dell'intero territorio comunale.

## Modalità di introduzione
Salvo deroghe, la legge prevedeva che tutti i comuni lombardi si dotassero di un PGT entro marzo 2009. A quella data il 5% dei 1.546 Comuni lombardi avevano adottato il PGT; il Consiglio regionale, preso atto della situazione, prorogò il termine al 31 marzo 2010 e successivamente, di proroga in proroga (31/07/2011, 31/12/2013, ecc.) fino all'ultimo termine che fu fissato per il 30 luglio 2014.

## Atti che compongono il PGT
Il PGT si compone di 3 atti distinti:
- Documento di piano
- Piano dei servizi
- Piano delle regole

### Documento di Piano
Il Documento di piano definisce il quadro generale della programmazione urbanistica anche in base a proposte pervenute da cittadini o da associazioni di cittadini. Questo significa che i cittadini sono chiamati a partecipare già nelle prime fasi del processo di elaborazione del PGT.
Il Documento di piano deve anche prevedere un lavoro di analisi del territorio comunale da tutti i punti di vista, inclusi quello geologico, ambientale, paesaggistico, urbanistico, viabilistico, infrastrutturale, economico, sociale e culturale. Questo documento deve anche evidenziare eventuali beni storici o ambientali di particolare interesse. Ha anche lo scopo di definire e pianificare lo sviluppo della popolazione residente nel comune; tipicamente è il primo atto nella stesura del PGT.

### Piano dei servizi
Il piano dei servizi definisce le strutture pubbliche o di interesse pubblico di cui il comune necessita. Il piano dei servizi deve tenere conto della popolazione residente nel comune o che gravita in esso e di quella prevista in futuro dal documento di piano.
Il piano dei servizi tiene conto dei costi operativi delle strutture pubbliche esistenti e dei costi di realizzazione di quelle previste, si preoccupa della loro fattibilità e definisce la modalità di realizzazione dei servizi. Le indicazioni contenute nel piano dei servizi circa le aree identificate come di interesse pubblico sono prescrittive e vincolanti per 5 anni dall'entrata in vigore del PGT e decadono qualora il servizio non sia inserito entro questo termine nel programma triennale delle opere pubbliche.
La Legge regionale lombarda n.12 dell'11 marzo 2005 prevede che, per comuni inferiori a 20.000 abitanti, sia possibile redigere un piano dei servizi intercomunale

### Piano delle regole
Il Piano delle regole definisce la destinazione delle aree del territorio comunale e in questo assomiglia un po' al Piano regolatore generale. In particolare individua le aree destinate all'agricoltura, le aree di interesse paesaggistico, storico o ambientale e le aree che saranno soggette a trasformazione urbanistica. Definisce inoltre le modalità degli interventi urbanistici sia sugli edifici esistenti che di quelli di nuova realizzazione. Questo significa che viene stabilito quanto costruire, come costruire e quali sono le destinazioni non ammissibili.

## Novità introdotte dal PGT
Le principali novità concettuali introdotte dal Piano del governo del territorio riguardano:
- la partecipazione dei cittadini
- la compensazione;
- la perequazione;
- l'incentivazione urbanistica.

### Progettazione partecipata
Il primo atto che l'amministrazione comunale è tenuta a fare quando decide di iniziare la stesura del PGT è informare la cittadinanza che il processo è iniziato. I cittadini o le associazioni di cittadini sono invitati già da questa fase a formulare proposte in merito.
La differenza rispetto al Piano regolatore generale sta nel fatto che in quel caso i cittadini erano chiamati ad esprimersi solo dopo la prima adozione sotto forma di osservazioni al PRG già adottato.

### Compensazione
La compensazione è il principio secondo cui l'amministrazione comunale, in cambio della cessione gratuita di un'area sulla quale intende realizzare un intervento pubblico, può concedere al proprietario del suolo un altro terreno in permuta o della volumetria che può essere trasferita su altre aree edificabili. Questa volumetria è liberamente commerciabile. Ovviamente il privato può realizzare in proprio l'intervento pubblico stipulando un'apposita convenzione con l'amministrazione comunale. I comma 3 e 4 articolo 11 della suddetta legge 12 normano le possibilità di compensazione.

### Perequazione
Per perequazione urbanistica si intendono due concetti tra loro distinti. Il principio secondo cui i vantaggi derivanti dalla trasformazione urbanistica devono essere equamente distribuiti tra i proprietari dei suoli destinati ad usi urbani e il principio secondo cui questi vantaggi debbano essere condivisi con la comunità dotandola, senza espropri e spese, di un patrimonio pubblico di aree a servizio della collettività. Questo concetto è introdotto dal comma 2 articolo 11 della suddetta legge 12.

### Incentivazione urbanistica
Qualora l'intervento urbanistico introduca rilevanti benefici pubblici aggiuntivi a quelli previsti è possibile incentivare l'intervento concedendo un maggiore volume edificabile fino ad arrivare ad un aumento del 15%. Il privato può chiedere all'amministrazione comunale una maggiorazione del volume assegnato dando in cambio qualche vantaggio per la cittadinanza. Questa possibilità è prevista dal comma 5 articolo 11 della suddetta legge 12.